# Románia az 1932. évi téli olimpiai játékokon
Románia az egyesült államokbeli Lake Placidben megrendezett 1932. évi téli olimpiai játékok egyik részt vevő nemzete volt. Az országot az olimpián 1 sportágban 4 sportoló képviselte, akik érmet nem szereztek.

## Bob
| Versenyző                                                        | Versenyszám | 1. futam | 1. futam | 2. futam | 2. futam | 3. futam | 3. futam | 4. futam | 4. futam | Összesítés | Összesítés |
| Versenyző                                                        | Versenyszám | Idő      | Hely.    | Idő      | Hely.    | Idő      | Hely.    | Idő      | Hely.    | Idő        | Helyezés   |
| ---------------------------------------------------------------- | ----------- | -------- | -------- | -------- | -------- | -------- | -------- | -------- | -------- | ---------- | ---------- |
| Alexandru Papană Dumitru Hubert                                  | Kettes      | 2:15,51  | 7.       | 2:07,82  | 4.       | 2:06,12  | 5.       | 2:03,02  | 4.       | 8:32,47    | 4.         |
| Alexandru Papană Alexandru Ionescu Ulise Petrescu Dumitru Hubert | Négyes      | 2:09,09  | 6.       | 2:14,32  | 7.       | 2:02,00  | 5.       | 1:58,81  | 4.       | 8:24,22    | 6.         |